# Época de Migração para Norte
Época de Migração para Norte (em árabe: موسم الهجرة إلى الشمال, Mawsim al-Hijrah ilâ al-Shamâl) é um romance árabe clássico pós-colonial do romancista sudanês Tayeb Salih. Em 1966, Salih publicou seu romance, pelo qual é mais conhecido. Foi publicado pela primeira vez na revista Beirut Hiwâr. A principal preocupação do romance é o impacto do colonialismo britânico e da modernidade europeia nas sociedades rurais africanas em geral e na cultura e identidade sudanesas em particular. Seu romance reflete os conflitos do Sudão moderno e descreve a história brutal do colonialismo europeu que molda a realidade da sociedade sudanesa contemporânea. Foi considerado pela academia de literatura árabe de Damasco como o romance árabe mais importante do século XX. Mawsim al-Hijrah ilâ al-Shamâl é considerado um ponto de virada importante no desenvolvimento de narrativas pós-coloniais que se concentram no encontro entre o leste e o oeste. Retrata a vida de Mustafa Said (Sa'eed), um imigrante sudanês provincial que passa sete anos no Reino Unido . 
O romance foi traduzido para mais de vinte idiomas. Salih falava inglês e árabe fluentemente, mas decidiu escrever esse romance em árabe. A tradução inglesa de Denys Johnson-Davis foi publicada em 1969 como parte da influente série de escritores africanos Heinemann. É uma contrapartida de Heart of Darkness. Foi descrito por Edward Said como um dos seis grandes romances da literatura árabe. Em 2001, foi selecionado por um painel de escritores e críticos árabes como o romance árabe mais importante do século XX.
A própria experiência do autor é uma parte crucial deste trabalho, onde são apresentados tópicos como colonialismo, sexualidade e confrontos culturais. . 

## Contexto histórico
Em janeiro de 1899, a Grã-Bretanha e o Egito estabeleceram um condomínio ou autoridade para governar o Sudão. O Sudão conquistou a independência em 1956, mas depois esteve envolvido em duas guerras civis prolongadas por grande parte do restante do século XX. Este romance se passa na década de 1960, um momento significativo e tumultuado da história do Sudão. 

## Enredo
O narrador é um sudanês que volta para o Sudão após um longo período de estudo na Inglaterra, para seu doutorado. Ao se reencontrar com sua família, vive os dramas do choque cultural entre a Europa e o mundo árabe, o cristianismo e o islamismo. Apresenta também uma discussão sobre a transição do poder do Sudão das mãos dos britânicos (durante o colonialismo) e nas mãos dos próprios sudaneses.
O narrador não identificado está ansioso por contribuir para a nova vida pós-colonial de seu país. Ao chegar em casa, ele conhece um novo aldeão chamado Mustafa Sa'eed, que não o lisonjeia por suas realizações como a maioria dos outros, e mostra uma natureza antagônica distante. 

## Caracteres
- Sheila Greenwood
- Ann Hammond
- Mahjoub
- Bint Mahmoud (Hosna)
- Bint Majzoub
- Jean morris
- O Narrador (Anônimo)
- Pai do Narrador
- Avó do narrador
- Mãe do Narrador
- Wad Rayyes
- Mustafa Sa'eed
- Isabella Seymour

## Controvérsia
O romance foi banido no país natal do autor por um período que começou em 1989, porque suas imagens sexuais gráficas ofendiam o governo islâmico. Hoje, o romance está prontamente disponível no Sudão.

## Relação com outros textos
O romance pode ser relacionado de várias maneiras aos trabalhos fundamentais de Frantz Fanon, especificamente Black Skin, White Masks. Fanon discute a política do desejo entre homens negros e mulheres brancas, como Salih também explora extensivamente os relacionamentos de Mustafa Sa'eed.

Também foi comparado de várias maneiras com Coração das Trevas por Joseph Conrad. Ambos os romances exploram  hibridização cultural, experiências transcoloniais e orientalismo.